# Berehove (Odesa)
Berehove  (ucraniano: Берегове, en ruso: Берегово́е) es una localidad del Raión de Odesa en el Óblast de Odesa de Ucrania. Según el censo de 2001, tiene una población de 47 habitantes.